# Самха
Самха (араб. سمحة) — населений острів архіпелагу Сокотра, третій за площею острів цього архіпелагу (41 км²).

## Географія
Знаходиться в Аравійському морі на схід від узбережжя Сомалі, за 220 км від мису Гвардафуй - крайньої північно-східної точки Африканського рогу. 
Острів лежить приблизно за 50 км на південний захід від західного краю острова Сокотра, приблизно за 60 км на схід від острова Абд-ель-Курі і за 350 км на південь від Аравійського півострова. Самха і сусідній безлюдний острів Дарса, що знаходиться за 17 км на схід, відомі під загальною назвою «Аль-Іхван» (араб. الأخوين, «Брати») .
Входить до складу Ємену, з 2004 року адміністративно є частиною мухафази Хадрамаут (раніше входив до мухафази Аден). На цей острів, як і на інші острови архіпелагу Сокотра, зазіхає Сомалі.
Довжина острова становить 12 км, а найбільша ширина — 6,8 км.
Є джерело прісної води.

## Геологія
Оскільки в періоди материкових зледенінь Північної півкулі рівень океану значно падав, неодноразово виникав великий острів, що об'єднував території сучасних островів Сокотра, Самха і Дарса, його площа була приблизно в два рази більша за площу сучасного острова Сокотра. Останній раз такий острів, значна частина якого мала плоский низинний рельєф, існував приблизно 20 тисяч років тому.

## Флора
На острові є ендемічна рослина -Begonia samhaensis, яка зустрічається тільки тут. Цей вид має охоронний статус Види під загрозою вимирання.

## Фауна
На острові мешкає ендемічний для архіпелагу Сокотра гігантський скорпіон Hottentotta socotrensis, що досягає в довжину 13 см.

## Населення
У 2002 році населення острова становило 139 осіб (81 чоловік та 58 жінок). Всі вони проживали в селищі у західній частині північного узбережжя острова.